# Acherontiella cassagnaui
Acherontiella cassagnaui is een springstaartensoort uit de familie van de Hypogastruridae. De wetenschappelijke naam van de soort is voor het eerst geldig gepubliceerd in 1967 door Thibaud.